# Ettore Cattaneo
Ettore Cattaneo (Melegnano, 6 dicembre 1898 – Milano, 11 gennaio 1972) è stato un aviatore e dentista italiano oltre che costruttore aeronautico.
Campione di volo a vela e pioniere del volo a razzi, soprannominato il “dentista volante”.

## Biografia
Figlio e nipote di una dinastia di medici condotti a Melegnano, sviluppa fin dalla giovane età una grande passione per il volo che lo spinge a iscriversi, all'insaputa del padre, alla Facoltà di Ingegneria al Politecnico di Milano.
Il padre scopre che il figlio è iscritto ad ingegneria e lo chiude in una stanza per studiare e dare gli esami di Medicina e Chirurgia. Si laurea e svolge la professioni di dentista in Galleria Vittorio Emanuele a Milano, continuando comunque a sviluppare la sua passione per l'aviazione.
Il 5 maggio 1918 prende il brevetto di pilota militare all'aeroporto di Cameri (TO).
Nel gennaio 1921 partecipa con D'Annunzio all'occupazione di Fiume.
Nel 1922 costituì il primo Gruppo Universitario Aviatorio a Pavia e nel 1924 partecipa alle gare internazionali di volo a vela ad Asiago.
Il 26 dicembre 1926 è campione mondiale di distanza a bordo di un aliante G.P.1, partendo da Monte Campo dei Fiori (VA).
Successivamente progetta e costruisce vari alianti in collaborazione con la società Caproni.
Invia al ministero della guerra un progetto per l'utilizzo degli alianti per il trasporto truppe trainati da un aereo. La proposta non viene recepita dal governo italiano, ma, arrivata la notizia in Germania, verrà adottata dal Luftwaffe, che impiegherà per la prima volta gli alianti nell'invasione del Belgio nella primavera del 1940. Il progetto apparirà il 26 giugno 1940 ne "La Rubrica dei Motori" de "La Gazzetta dello Sport".

Ettore Cattaneo a bordo dell'aeroplano razzo

Il 28 giugno 1931 fa il primo volo a razzi pilotato con l'apparecchio di sua progettazione Avio Razzo Cattaneo/Magni RR. Ovvero decolla dalla pista dell'aeroporto di Taliedo (nei pressi dell'attuale aeroporto di Milano Linate) e compie alcune evoluzioni per poi atterrare senza alcun problema. Ha così effettuato il primo volo a razzi della storia.
Grazie a questa impresa viene nominato dal re conte di Taliedo.
Come pioniere del volo a razzi è presente nel Museo dello Spazio di San Pietroburgo e nel Museo della Scienza e della Tecnica di Milano.
Nel 1933 scrive un libro sul volo a vela: Il volo a vela e il suo domani - Storia, sviluppo, teoria del volo e degli apparecchi senza motore - La editoriale libraria - Trieste, 1933.
Durante la seconda guerra mondiale è ufficiale medico e viene decorato con medaglia al valore per aver posto in salvo vari pazienti e rimanendo ferito, mentre l'ospedale nel quale prestava servizio crollava incendiato a causa di un bombardamento aereo.
Termina la guerra con il grado di tenente colonnello e riprende la sua professione di dentista.
Muore a Milano l'11 gennaio 1972.